# Gregor Kirchhof
Gregor Kirchhof (* 14. Dezember 1971 in Heidelberg) ist ein deutscher Rechtswissenschaftler.

## Leben
Nach dem Studium der Rechtswissenschaften an den Universitäten Freiburg im Breisgau, München und London und dem Rechtsreferendariat am Landgericht München I legte er 1998 und 2000 die beiden juristischen Staatsprüfungen ab. Er erwarb den Master of Laws an der University of Notre Dame. Im Jahr 2005 wurde er an der Universität Bonn mit einer Arbeit zu den Erfüllungspflichten des Arbeitgebers im Lohnsteuerverfahren promoviert und habilitierte sich 2009 ebenda mit einer Arbeit zur Allgemeinheit des Gesetzes (Venia legendi für Öffentliches Recht mit Steuerrecht und Europarecht). Sein Doktorvater und akademischer Lehrer ist der ehemalige Bundesverfassungsrichter Udo di Fabio.
Nach seiner Habilitation war Kirchhof von 2011 bis 2012 Universitätsprofessor für Staats- und Verwaltungsrecht, Institut für Politik und Öffentliches Recht an der LMU München. Seit 2012 ist er Universitätsprofessor für Öffentliches Recht, Finanzrecht und Steuerrecht sowie Direktor des Instituts für Wirtschafts- und Steuerrecht an der Universität Augsburg. Zu den Schwerpunkten seiner Forschung gehören Steuer- und Finanzrecht, Öffentliches Wirtschaftsrecht, Grundlagen der Europäischen Union und Verfassungsrecht.

## Privates
Gregor Kirchhof ist ein Sohn des Juristen Paul Kirchhof und Bruder von Charlotte Kreuter-Kirchhof. Er ist verheiratet und hat drei Kinder.

## Schriften (Auswahl)
- Die Erfüllungspflichten des Arbeitgebers im Lohnsteuerverfahren. Freiheit von Arbeitszwang und Berufsfreiheit als Grenzen der Quellenbesteuerung, der Indienstnahme, der Privatisierung – zugleich ein Beitrag zur Grundrechtsdogmatik und zur Deregulierung. 2005 (= Schriften zum Öffentlichen Recht, Band 997, Duncker & Humblot, Dissertation), ISBN 3-428-11877-4.
- Grundrechte und Wirklichkeit. Freiheit und Gleichheit aus der Realität begreifen – ein Beitrag zur Grundrechtsdogmatik, 2007.
- Die Allgemeinheit des Gesetzes. Über einen notwendigen Garanten der Freiheit, der Gleichheit und der Demokratie, 2009 (= Jus Publicum, Band 184, Mohr Siebeck, Habilitationsschrift).
- Das Glücksspielkollegium und die grundgesetzlichen Grenzen von Länderkooperationen. Die verfassungsgeforderte Reform des Glücksspielwesens, 2016.
- Der Bayerische Medienrat. Zwischen öffentlicher Hand und Gesellschaft. Sein Auftrag, seine Zusammensetzung und die Grenzen der Aufsicht und der richterlichen Kontrolle, 2017.
- Bodenwertsteuer und Grundgesetz. Zum neuen Grundsteuergesetz des Landes Baden-Württemberg, 2020.
- mit Paul Kirchhof: Das Recht auf unentgeltliche Sicherheit. Zur Sicherheitsgebühr bei Risikoveranstaltungen, 2020, ISBN 978-3-16-159446-5.
- Intertemporale Freiheitssicherung. Klimaschutz – Sozialsysteme – Staatsverschuldung. Über einen notwendigen Grundrechtsschutz in der Zeit und seine Grenzen, 2022.